# Sektion Heilbronn des Deutschen Alpenvereins
Die Sektion Heilbronn des Deutschen Alpenvereins (DAV) e. V. (kurz DAV Heilbronn) ist eine Sektion des Deutschen Alpenvereins in Heilbronn. Sie wurde am 15. Dezember 1891 gegründet. Der DAV Heilbronn ist somit eine der älteren und mit 19.151 Mitgliedern (Stand: 31. Dezember 2024) eine der größten Sektionen des Deutschen Alpenvereins auf Platz 14 und somit auch einer der größten Sportvereine Deutschlands. Die Sektion Heilbronn wurde von Mitgliedern der Sektion Schwaben gegründet.

## Geschichte

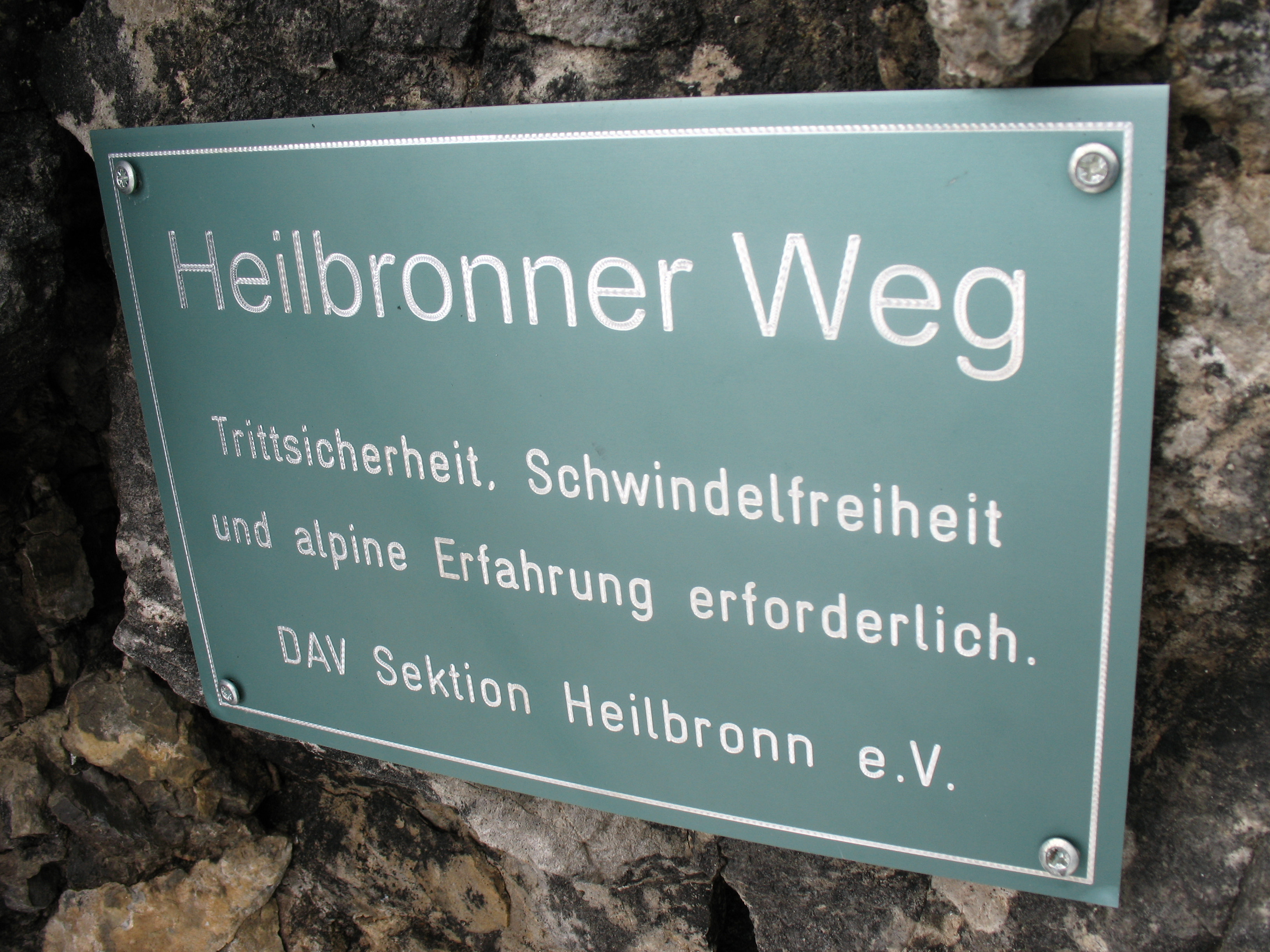
Hinweisschild am Beginn des 1899 eingeweihten Heilbronner Wegs

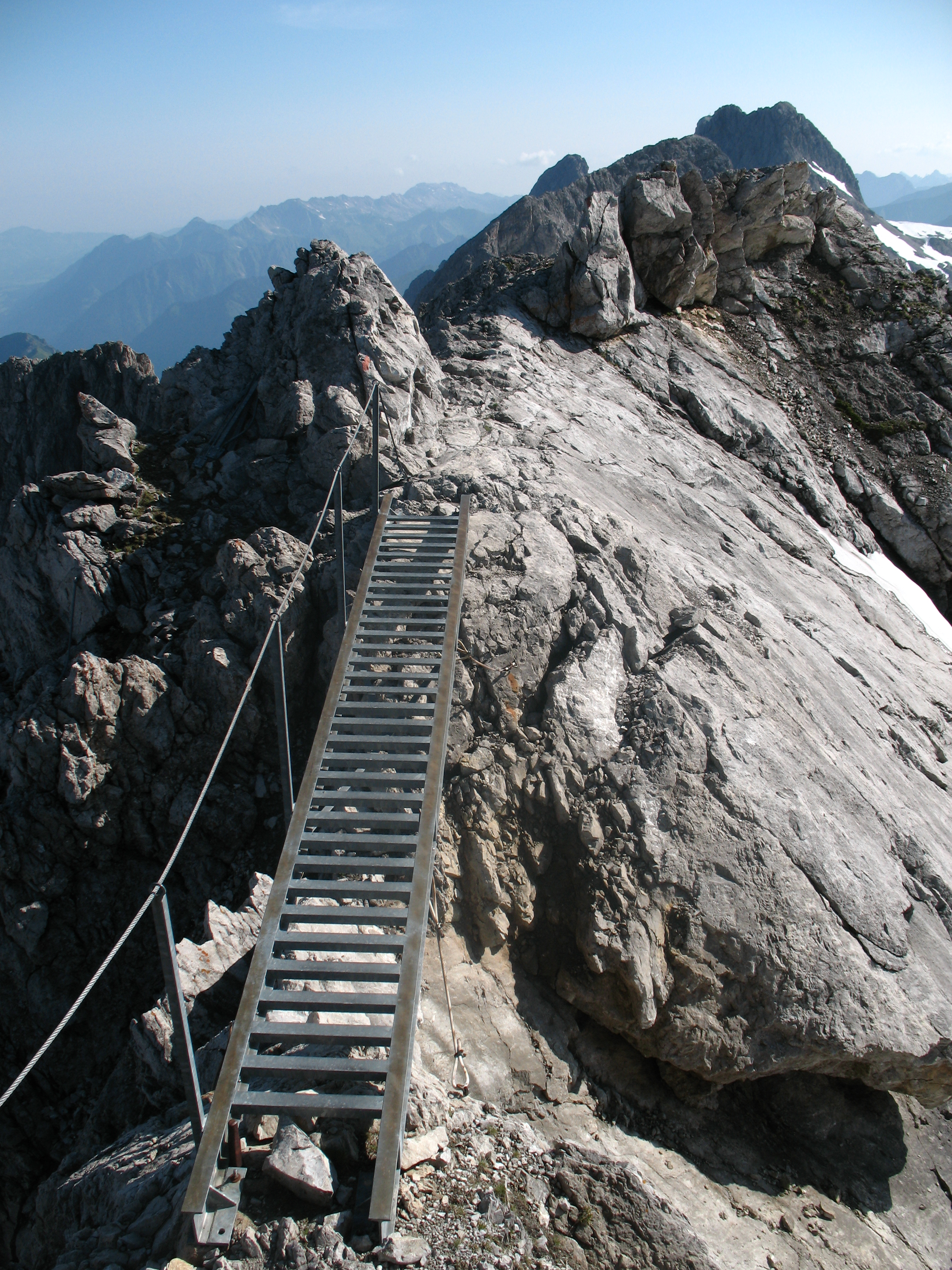
Heilbronner Weg: Die von Adolf Klett 1985 in Heilbronn gefertigte Leiterbrücke am Gipfel des Steinschartenkopfes

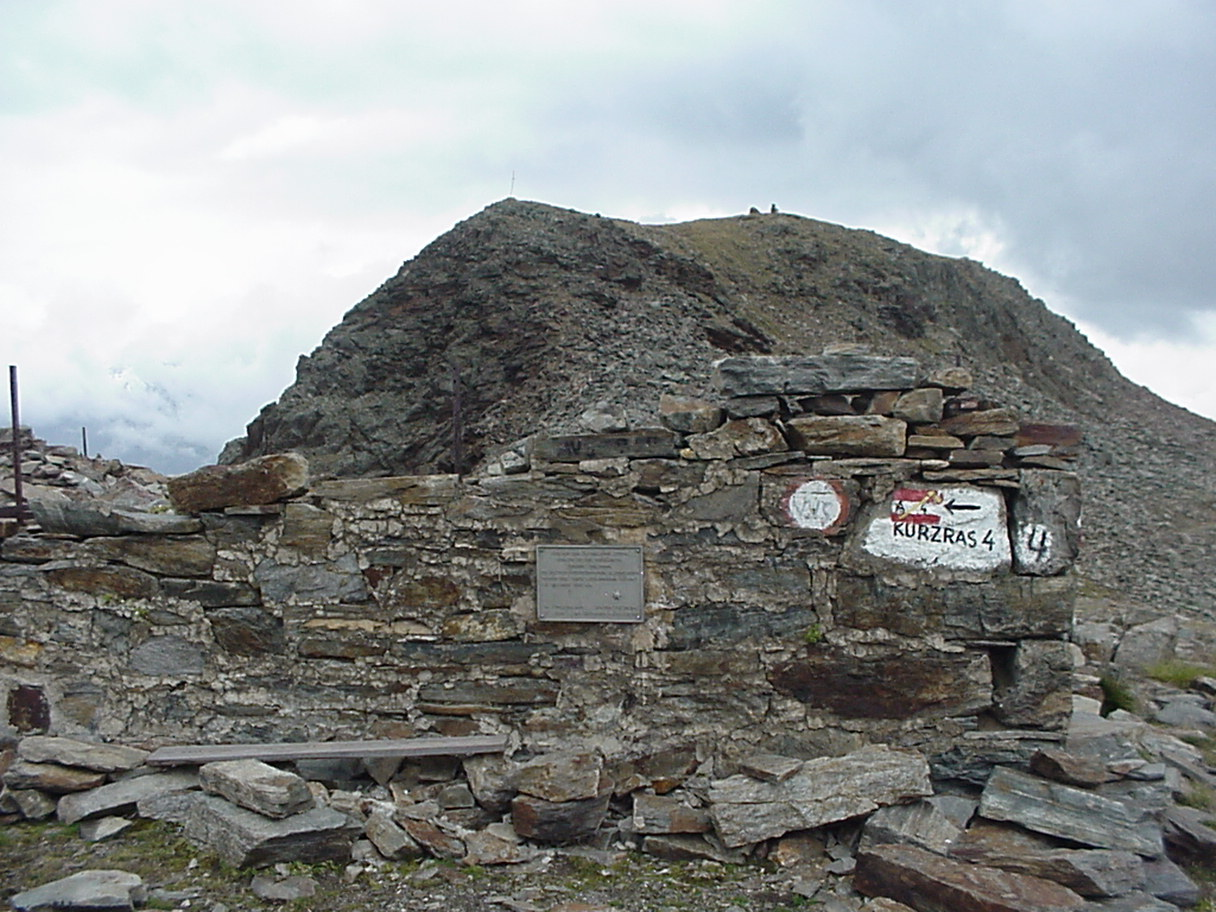
Ruine der 1933 abgebrannten alten Heilbronner Hütte am Tascheljöchel

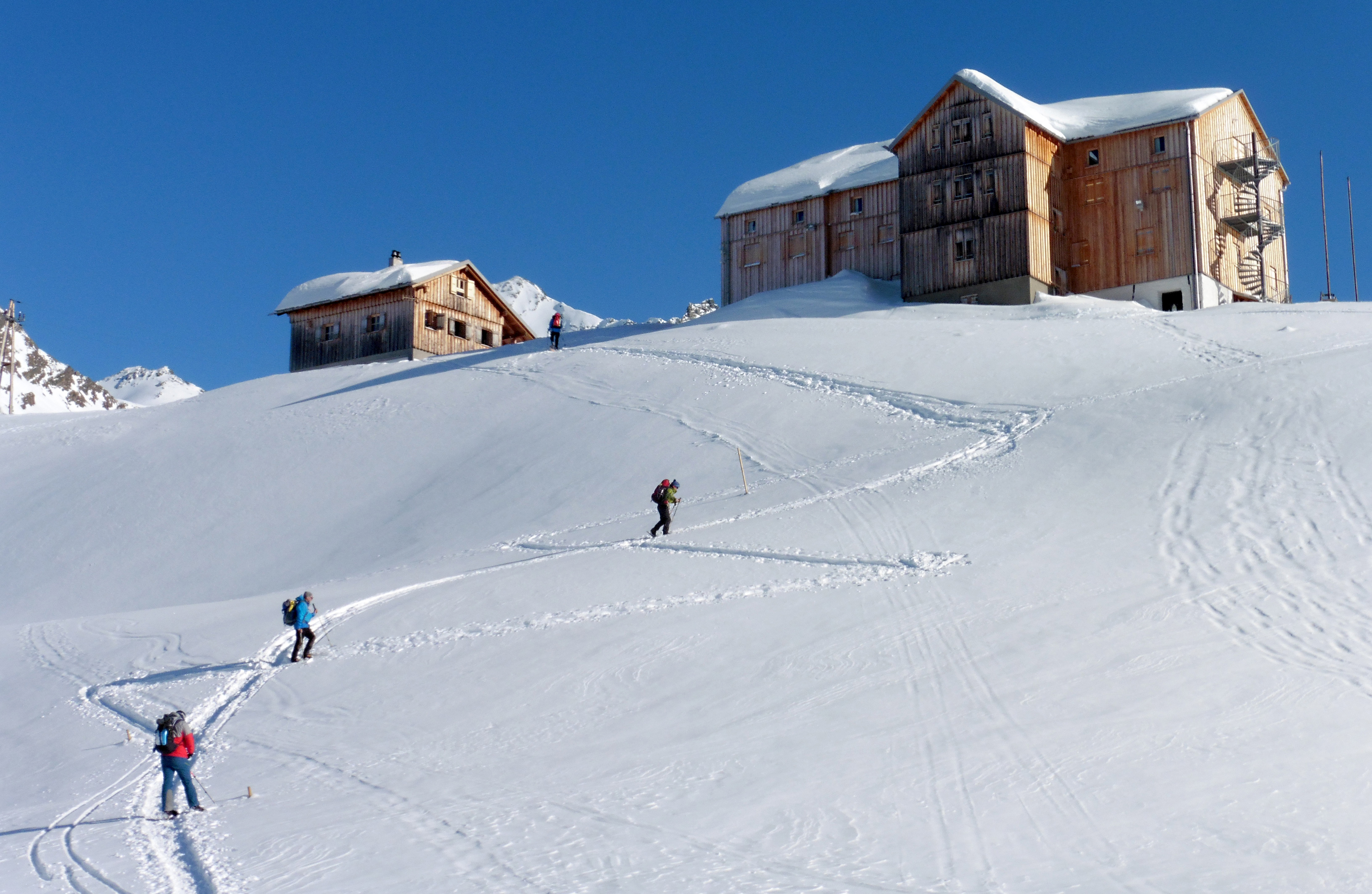
Neue Heilbronner Hütte im Verwall

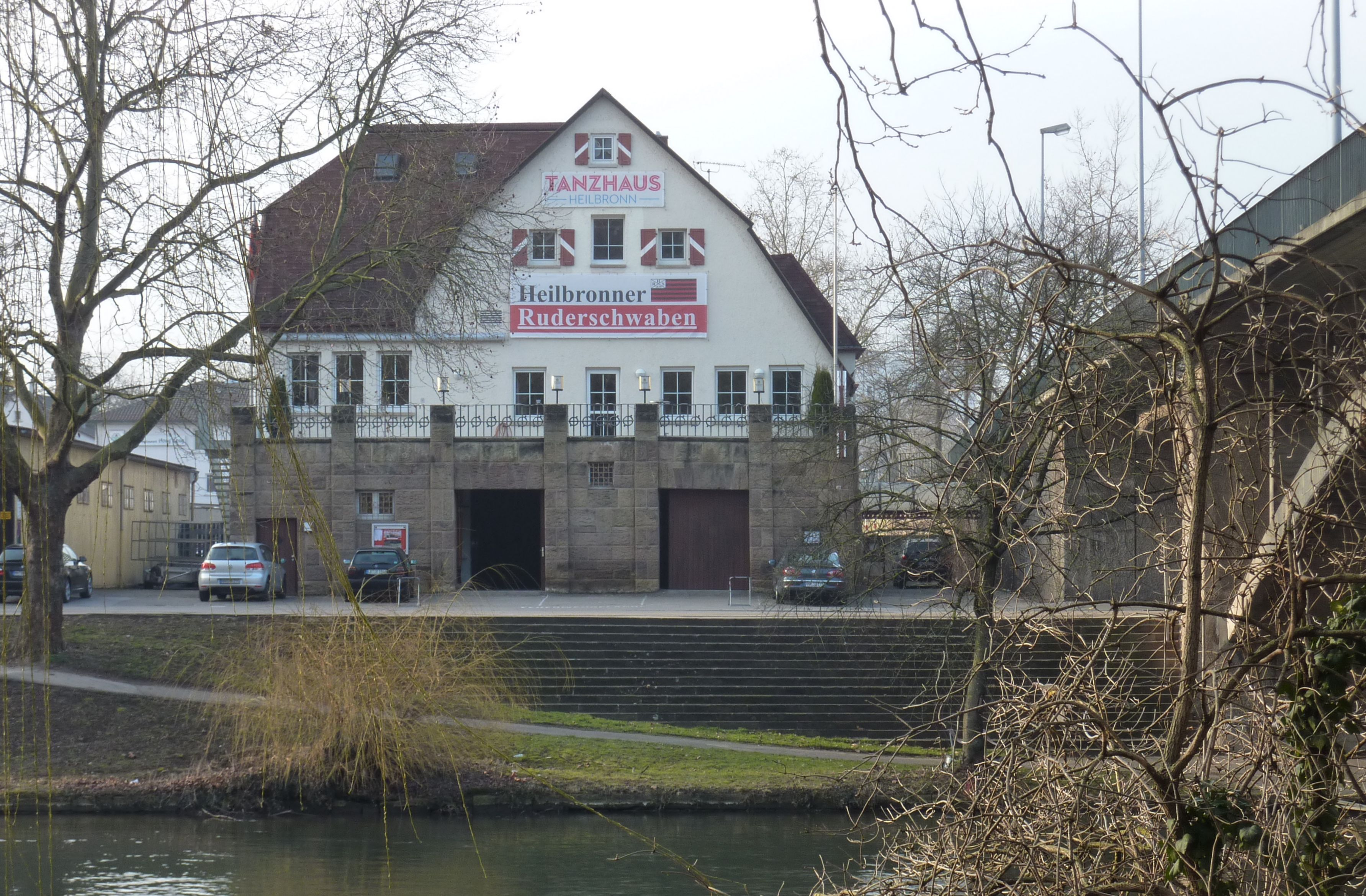
Das Vereinsheim und die Geschäftsstelle der Sektion befanden sich von 1986 bis 2008 im Schwabenhaus in Heilbronn

Die Sektion wurde von dem Hauptzollverwalter Friedrich Molfenter († 1926) gegründet und mit Schreiben vom 11. Dezember 1891 dem Centralausschuss des DuOeAV gemeldet. Die Gründungsversammlung fand am 15. Dezember 1891 statt, die Sektion zählte damals 63 Mitglieder. Bis zur ersten Generalversammlung am 18. Januar 1893 erhöhte sich die Mitgliederzahl auf 125.
Der Centralausschuss drängte die Sektion mit einem Schreiben vom 19. Mai 1893 darauf, sich dem alpinen Wege- und Hüttenbau anzunehmen. Von 1894 bis 1899 wurde daraufhin der Heilbronner Weg angelegt. Ab 1900 begannen die Planungen für die 1910 eingeweihte Heilbronner Hütte am Tascheljöchel. Die Hütte fiel 1919 in Folge des Ersten Weltkriegs an Italien, so dass die Sektion im Jahr 1926 mit den Planungen einer Neuen Heilbronner Hütte am Verbellner Winterjöchl begann. Inzwischen hatte die Sektion über 700 Mitglieder. Die Einweihung der Hütte am 1. Juli 1928 bildet sicher einen der Höhepunkte in der Zwischenkriegszeit. Während die Hütte in den ersten Jahren ihres Bestehens steigende Übernachtungszahlen zu verbuchen hatte, sank die Mitgliederzahl der Sektion zunächst in Folge der Weltwirtschaftskrise, wuchs dann aber im Lauf der 1930er Jahre weiter an. 1934 erhielt die Sektion mit der Zunftstube im Gartensaalgebäude der Harmonie ein erstes Vereinsheim. Nach Beginn der NS-Zeit führten die Grenzsperrungen und später die Kriegsauswirkungen zu massiven Behinderungen des Betriebs von Heilbronner Weg und Heilbronner Hütte. Der Weg war ab 1937 gesperrt, die Hütte wurde 1943 von der Heeresverwaltung beschlagnahmt. Auch die sonstigen Aktivitäten der Sektion kamen während des Totalen Krieges zum Erliegen. Beim Luftangriff am 4. Dezember 1944 wurde das Vereinsheim mit dem Archiv und der Bücherei zerstört.
Die Neugründung der Sektion erfolgte am 26. Juni 1946. Noch im selben Jahr konnten bereits wieder über 600 Mitglieder gezählt werden. In den 1950er Jahren wurden Bezirksgruppen in Öhringen und Schwäbisch Hall gegründet. 1960 bezog der Verein mit dem Ludwig-Link-Zimmer in der Heilbronner Gymnasiumstraße 85 ein neues Vereinsheim. 1961 und 1976 wurde die Heilbronner Hütte baulich erweitert. Vor allem im Jahrzehnt nach der zweiten Erweiterung erfuhr der Verein einen starken Mitgliederzulauf. 1972 folgte eine neue Bezirksgruppe in Schefflenz, 1977 eine in Künzelsau.
Die Geschäftsstelle der Sektion hatte sich über Jahrzehnte in einer Heilbronner Bank befunden, aus deren Personal sich die Kassenwarte und Schatzmeister der Sektion requirierten. Der Verkauf der Jahresmarken der Mitglieder erfolgte von 1964 bis 1973 über die Heilbronner Brennstofffirma Kress. Danach wurde im Privathaus der Vereinsmitglieder Familie Bauer in Heilbronn-Böckingen eine provisorische Geschäftsstelle eingerichtet. 1988 wechselten Geschäftsstelle und Vereinsheim der Sektion in das dafür umgebaute Schwabenhaus der Heilbronner Rudergesellschaft Schwaben e. V.
Die Sektion richtete 2002 beim Heilbronner Kraftwerk eine Kletterarena ein und bezog 2008 auch dort seine Geschäftsstelle.

## Sektionsvorsitzende
Eine chronologische Übersicht über alle Präsidenten der Sektion seit Gründung.
| Amtszeit  | Präsident           |
| --------- | ------------------- |
| 1891–1900 | Friedrich Molfenter |
| 1900–1933 | Peter Bruckmann     |
| 1933–1945 | Heinrich Gültig     |
| 1946–1959 | Otto Läpple         |
| 1959–1978 | Oskar Mayer         |
| 1978–1998 | Peter Käß           |
| 1998–2007 | Manfred Blatt       |
| 2007–2011 | Ingo Nicolai        |
| seit 2011 | Bernd Bührer        |

## Ehrenmitglieder
- 1900: Friedrich Molfenter (auch Ehrenvorsitzender)
- 1933: Peter Bruckmann (auch Ehrenvorsitzender)
- 1935: Hugo Bauer
- 1935: Albert Fuchs
- 1935: Otto Haag
- 1935: Wilhelm Hornberger
- 1935: Otto Läpple
- 1935: Carl Rembold
- 1935: Fritz Ulmer
- 1935: Gustav Wohlfahrt
- 1948: Hermann Ueberschaar
- 1966: Herbert Alber
- 1966: Gerhard Fromm
- 1966: Erich Gebel
- 1966: Fritz Grimm
- 1966: Oskar Mayer
- 1966: Paul Meyle
- 1966: Otto Molle
- 1966: Rudolf Richter
- 1982: Willi Pfeffer

## Hütten
- Alte Heilbronner Hütte (Tascheljöchl in den südlichen Ötztaler Alpen, 2772 m s.l.m.): erbaut 1909, an Italien gefallen 1919, abgebrannt 1933
- Neue Heilbronner Hütte (Verwall, 2320 m ü. A.): erbaut 1926, mehrfach erweitert
- Peter-Käß-Hütte, Selbstversorgerhaus (bei der Neuen Heilbronner Hütte): erbaut 1996[31]

## Wege
- Heilbronner Weg, auch „Heilbronner Höhenweg“

## DAV-Hauptversammlungen in Heilbronn
- DAV-Hauptversammlung 1966 in Heilbronn (anlässlich des 75-jährigen Jubiläums der Sektion)[32]
- DAV-Hauptversammlung 1991 in Heilbronn (anlässlich des 100-jährigen Jubiläums der Sektion)
- DAV-Hauptversammlung 2011 in Heilbronn

## Kletteranlagen
- Kletterarena: Anlage mit mehr als 2000 m² Kletterfläche beim Kraftwerk Heilbronn, eingerichtet 2002. Die Anlage wird seit 2018 um eine Boulderhalle und einen Kletterturm zum Neuen Alpinzentrum erweitert.[33][34]
- Kletterturm Heilbronn-Böckingen: erbaut 1992 als weltweit erster Kletterturm aus Spritzbeton[35]
- Kletterturm Öhringen: entstanden zur Landesgartenschau in Öhringen 2016[36][37]
- funclimb Eppingen: Kletteranlage im Sportpark in Eppingen[38]